# Edelstal
Edelstal (węg. Nemesvölgy) – gmina w Austrii, w kraju związkowym Burgenland, w powiecie Neusiedl am See. 1 stycznia 2014 liczyła 651 mieszkańców.